# Elecciones estaduales de Río de Janeiro de 1986
Las elecciones estatales de Río de Janeiro en 1986 se realizaron el 15 de noviembre como parte de las elecciones generales en el Distrito Federal, en 23 estados y en los territorios federales de Amapá y Roraima . Ese día resultaron electos gobernador Moreira Franco, vicegobernador Francisco Amaraldel Partido del Movimento Democrático Brasileño (PMDB) y los senadores Nelson Carneiro del Partido del Movimento Democrático Brasileño (PMDB) y Afonso Arinos del Partido del Frente Liberal (PFL), además de 46 diputados federales y 70 estatales.
Para esta elección, el escenario político de Río de Janeiro presentó una polarización entre partidarios y opositores del gobernador Leonel Brizola del Partido Democrático Laborista (PDT), la mayoría de los cuales se concentraron en torno a Moreira Franco en la disputa por el Palacio de Guanabara. Economista graduada en la Universidad Federal de Río de Janeiro y residente en Río de Janeiro desde 1955, Moreira Franco nació en Teresina y fue investigadora de la Fundación Getúlio Vargas, graduándose en Sociología en 1969 en la Pontificia Universidad Católica de Río de Janeiro., el mismo año en que se casó con Celina Vargas do Amaral Peixoto en un matrimonio de veinte años. Gracias a este vínculo, se convirtió en yerno de Amaral Peixoto e hizo carrera política por el MDB, siendo elegido diputado federal por Río de Janeiro en 1974 y alcalde de Niterói en 1976. Tras la fusión entre los estados de Guanabara y Río de Janeiro en el Gobierno de Ernesto Geisel se produjo una escisión en el Movimiento Democrático Brasileño (MDB) entre Amaral Peixoto y Chagas Freitas en una situación en la que el primero migró al Partido Democrático Social (PDS) y el segundo tomó su grupo político al Partido Popular (PP) y luego al PMDB tras la incorporación entre los partidos, hecho que no impidió las derrotas de Moreira Franco y Miro Teixeira, ahijado político de Chagas Freitas, en las elecciones a gobernador de 1982 frente a Leonel Brizola. Derrotado en las urnas, Moreira Franco asumió la presidencia de la editorial Nova Aguilar y se mantuvo como presidente estatal del PDS hasta incorporarse al PMDB con la victoria de Nova República en 1985.
Para defender su legado, el gobernador Leonel Brizola apoyó a Darcy Ribeiro, sociólogo nacido en Montes Claros y formado en 1946 en la Facultad de Sociología y Política de São Paulo con especialización en Etnología y miembro del Servicio de Protección al Indio en los días de Cândido Rondón . Primer rector de la Universidad de Brasilia y Ministro de Educación durante el gabinete parlamentario de Hermes Lima, fue jefe de la Casa Civil en el gobierno de João Goulart y por eso fue destituido por el Régimen Militar de 1964 alternando momentos de exilio con retornos al país donde se radicó nuevamente en 1976 volviendo a la docencia ya la política. Fundador del Partido Democrático Laborista (PDT), fue elegido vicegobernador de Río de Janeiro en 1982 en la candidatura de Leonel Brizola .

## Candidatos

### Gobernador
| Gobernador        | Gobernador | Gobernador | Cargos anteriores                               | Vicegobernador     | Vicegobernador | Vicegobernador | Nª | Coalición                                                                               |
| Candidato         | Partido    | Partido    | Cargos anteriores                               | Candidato          | Partido        | Partido        | Nª | Coalición                                                                               |
| ----------------- | ---------- | ---------- | ----------------------------------------------- | ------------------ | -------------- | -------------- | -- | --------------------------------------------------------------------------------------- |
| Agnaldo Timóteo   |            | PDS        | Diputado Federal por Río de Janeiro (1983-1987) | Eduardo Galil      |                | PDS            | 11 | Sin Coalición                                                                           |
| Darcy Ribeiro     |            | PDT        | Jefe de la Casa Civil (1963-1964)               | Cibilis Viana      |                | PDT            | 12 | Pacto Democrático Laborista PDT, PMB, PCN, PJ                                           |
| Fernando Gabeira  |            | PT         | Sin cargo político anterior                     | Bezerra dos Santos |                | PT             | 13 | PT, PV                                                                                  |
| Moreira Franco    |            | PMDB       | Prefecto de Niterói (1977-1982)                 | Francisco Amaral   |                | PMDB           | 15 | Alianza Popular Democrática PMDB, PFL, PTB, PL, PSC, PCB, PCdoB, PMN, PDC, PTR, PH, PMC |
| Aarão Steinbruch  |            | PASART     | Senador Federal por Río de Janeiro (1963-1965)  | Washington Machado |                | PASART         | 25 | Frente Comunitario PASART, PS, PRP                                                      |
| Wagner Cavalcanti |            | PND        | -                                               | Carlos Campuzzano  |                | PND            | 37 | Sin Coalición                                                                           |
| Sinval Palmeira   |            | PSB        | Diputado Estatal por la Guanabara (1963-1964)   | Elaine Matos       |                | PSB            | 40 | Sin Coalición                                                                           |

### Senador Federal
| Senador               | Senador                                                 | Senador | Cargos anteriores                                           | Suplentes       | Suplentes | Suplentes | Nª  | Coalición                                                                               |
| Candidato             | Partido                                                 | Partido | Cargos anteriores                                           | Candidato       | Partido   | Partido   | Nª  | Coalición                                                                               |
| --------------------- | ------------------------------------------------------- | ------- | ----------------------------------------------------------- | --------------- | --------- | --------- | --- | --------------------------------------------------------------------------------------- |
| Fernando Abelheira    |                                                         | PDS     | -                                                           | No disponible   |           | PDS       | 111 | Sin Coalición                                                                           |
| José Frejat           |                                                         | PDT     | Diputado Federal por Río de Janeiro (1979-1987)             | No disponible   |           | PDT       | 121 | Pacto Democrático Laborista PDT, PMB, PCN, PJ                                           |
| Marcelo Alencar       | Prefecto de Río de Janeiro (1983-1986; 1989-1993)       | PDT     | No disponible                                               | 122             |           | PDT       |     | Pacto Democrático Laborista PDT, PMB, PCN, PJ                                           |
| Francisco Cesário     |                                                         | PT      | Sin cargo político anterior                                 | No disponible   |           | PT        | 131 | PT, PV                                                                                  |
| Demistoclides Batista | Diputado Federal por Río de Janeiro (1963-1964)         | PT      | No disponible                                               | 132             |           | PT        |     | PT, PV                                                                                  |
| Nelson Carneiro       |                                                         | PMDB    | Senador Federal por Río de Janeiro (1975-1995)              | [ Nota 5 ]      |           | PMDB      | 151 | Alianza Popular Democrática PMDB, PFL, PTB, PL, PSC, PCB, PCdoB, PMN, PDC, PTR, PH, PMC |
| José Colagrossi       | Diputado Federal por Río de Janeiro (1983-1987)         | PMDB    | 152                                                         | [ Nota 5 ]      |           | PMDB      |     | Alianza Popular Democrática PMDB, PFL, PTB, PL, PSC, PCB, PCdoB, PMN, PDC, PTR, PH, PMC |
| Hélio Fernandes       | -                                                       | PMDB    | 154                                                         | [ Nota 5 ]      |           | PMDB      |     | Alianza Popular Democrática PMDB, PFL, PTB, PL, PSC, PCB, PCdoB, PMN, PDC, PTR, PH, PMC |
| Antônio Pedreira      |                                                         | PPB     | -                                                           | No disponible   |           | PPB       | 161 | Sin Coalición                                                                           |
| Wanderley Costa       |                                                         | PH      | -                                                           | No disponible   |           | PH        | 191 | Alianza Popular Democrática PMDB, PFL, PTB, PL, PSC, PCB, PCdoB, PMN, PDC, PTR, PH, PMC |
| José Alvorada         | -                                                       | PH      | No disponible                                               | 192             |           | PH        |     | Alianza Popular Democrática PMDB, PFL, PTB, PL, PSC, PCB, PCdoB, PMN, PDC, PTR, PH, PMC |
| Abdon Azaro           |                                                         | PSC     | -                                                           | No disponible   |           | PSC       | 201 | Alianza Popular Democrática PMDB, PFL, PTB, PL, PSC, PCB, PCdoB, PMN, PDC, PTR, PH, PMC |
| Hélio Ferraz          |                                                         | PL      | -                                                           | No disponible   |           | PL        | 221 | Alianza Popular Democrática PMDB, PFL, PTB, PL, PSC, PCB, PCdoB, PMN, PDC, PTR, PH, PMC |
| Hércules Correia      |                                                         | PCB     | -                                                           | No disponible   |           | PCB       | 231 | Alianza Popular Democrática PMDB, PFL, PTB, PL, PSC, PCB, PCdoB, PMN, PDC, PTR, PH, PMC |
| Hydekel de Freitas    |                                                         | PFL     | Prefecto de Duque de Caxias (1982-1985)                     | [ Nota 5 ]      |           | PFL       | 251 | Alianza Popular Democrática PMDB, PFL, PTB, PL, PSC, PCB, PCdoB, PMN, PDC, PTR, PH, PMC |
| Rockfeller de Lima    | Prefecto de Campos dos Goytacazes (1964-1966;1971-1973) | PFL     | 252                                                         | [ Nota 5 ]      |           | PFL       |     | Alianza Popular Democrática PMDB, PFL, PTB, PL, PSC, PCB, PCdoB, PMN, PDC, PTR, PH, PMC |
| Afonso Arinos         | Senador Federal por la Guanabara (1959-1967)            | PFL     | 253                                                         | [ Nota 5 ]      |           | PFL       |     | Alianza Popular Democrática PMDB, PFL, PTB, PL, PSC, PCB, PCdoB, PMN, PDC, PTR, PH, PMC |
| Dias Pereira          |                                                         | PRT     | -                                                           | No disponible   |           | PRT       | 351 | Sin Coalición                                                                           |
| José Celestino        |                                                         | PND     | -                                                           | No disponible   |           | PND       | 371 | Sin Coalición                                                                           |
| Evandro Lins e Silva  |                                                         | PSB     | Ministro del Supremo Tribunal Federal de Brasil (1963-1969) | Antônio Houaiss |           | PSB       | 401 | Sin Coalición                                                                           |
| José Alvorada         |                                                         | PD      | -                                                           | No disponible   |           | PD        | 681 | Sin Coalición                                                                           |

#### Biografía de Senadores electos

##### Nelson Carneiro
En la elección de las dos vacantes para senador, el más votado fue el periodista y abogado Nelson Carneiro . Patrono de la causa del divorcio, nació en Salvador, se graduó en la Universidad Federal de Bahía y fue elegido diputado federal por el PSD en 1950 . Derrotado al intentar ser reelegido, llegó a la ciudad de Río de Janeiro, donde fue encarcelado durante el gobierno de Getúlio Vargas por apoyar la Revolución Constitucionalista de 1932 y donde cubrió la redacción de la Constitución de 1946 . Teniendo como plataforma la aprobación del divorcio, fue electo diputado federal por el Distrito Federal en 1958, siendo el autor de la enmienda que instauró el parlamentarismo en Brasil tras la renuncia de Jânio Quadros para eludir el veto militar a la toma de posesión de João Goulart en 1961. Reelegido por Guanabara en 1962 y 1966, fue el primer presidente de la dirección estatal del MDB, por lo que fue elegido senador en 1970 y 1978 por el estado de Río de Janeiro . Tras su paso por el PTB, optó por el PMDB y ganó su tercer mandato.

##### Afonso Arinos
Gracias a la subleyenda, la otra vacante fue para el abogado, jurista, profesor, historiador, ensayista y crítico literario Afonso Arinos. Nacido en Belo Horizonte y formado en la Universidad Federal de Río de Janeiro, apoyó a Getúlio Vargas hasta que el decreto del Estado Novo provocó la ruptura expuesta a través del Manifiesto de los Mineros. Afiliado a la UDN, se convirtió en diputado federal en 1947 con la elección de Milton Campos para el gobierno de Minas Gerais. Reelecto en 1950 y 1954, se destacó como opositor del segundo gobierno de Getúlio Vargas. Autor de la Ley Afonso Arinos contra la discriminación racial y miembro de la Academia Brasileña de Letras, fue elegido senador por el Distrito Federal en 1958, asumiendo el Ministerio de Relaciones Exteriores en el gobierno de Jânio Quadros. Partidario y luego crítico del Régimen Militar de 1964, se unió a ARENA, pero optó por no presentarse a la reelección por Guanabara en 1966.

## Resultados

### Gobernador
| Partido                   | Partido                   | Candidatos                | Votos     | %      |
| ------------------------- | ------------------------- | ------------------------- | --------- | ------ |
|                           | PMDB                      | Moreira Franco            | 3.049.776 | 49,35  |
|                           | PDT                       | Darcy Ribeiro             | 2.217.177 | 35,88  |
|                           | PT                        | Fernando Gabeira          | 529.603   | 8,57   |
|                           | PASART                    | Aarão Steinbruch          | 221.289   | 3,58   |
|                           | PDS                       | Agnaldo Timóteo           | 109.488   | 1,77   |
|                           | PSB                       | Sinval Palmeira           | 39.617    | 0,64   |
|                           | PND                       | Wagner Cavalcanti         | 12.769    | 0,21   |
|                           |                           |                           |           |        |
| Votos válidos             | Votos válidos             | Votos válidos             | 6.179.719 | 90,12  |
| Votos en blanco           | Votos en blanco           | Votos en blanco           | 430.990   | 6,29   |
| Votos nulos               | Votos nulos               | Votos nulos               | 246.454   | 3,59   |
| Total                     | Total                     | Total                     | 6.857.163 | 100,00 |
| Registrados/Participación | Registrados/Participación | Registrados/Participación | 7.143.491 | 95,99  |

     Electo

### Senador Federal
| Partido                     | Partido                     | Partido                     | Candidatos                  | Votos     | %      |
| --------------------------- | --------------------------- | --------------------------- | --------------------------- | --------- | ------ |
|                             |                             | Nelson Carneiro             | Nelson Carneiro             | 2.486.868 | 25,65  |
| José Colagrossi             | José Colagrossi             | 407.393                     | 3,87                        |           |        |
| Hélio Fernandes             | Hélio Fernandes             | 160.082                     | 1,52                        |           |        |
| PMDB                        | PMDB                        | PMDB                        | 3.054.343                   | 31,04     |        |
|                             | Afonso Arinos               | Afonso Arinos               | 1.041.799                   | 9,91      |        |
| Hydekel de Freitas          | Hydekel de Freitas          | 598.876                     | 5,70                        |           |        |
| Rockfeller de Lima          | Rockfeller de Lima          | 290.924                     | 2,77                        |           |        |
| PFL                         | PFL                         | PFL                         | 1.930.969                   | 18,38     |        |
|                             | PL                          | Hélio Ferraz                | 1.157.400                   | 11,01     |        |
|                             | PCB                         | Hércules Correia            | 64.553                      | 0,61      |        |
|                             | PSC                         | Abdon Azaro                 | 64.379                      | 0,61      |        |
|                             | Wanderley Costa             | Wanderley Costa             | 32.273                      | 0,32      |        |
| José Alvorada               | José Alvorada               | 29.898                      | 0,28                        |           |        |
| PH                          | PH                          | PH                          | 62.171                      | 0,60      |        |
| Alianza Popular Democrática | Alianza Popular Democrática | Alianza Popular Democrática | Alianza Popular Democrática | 6.333.815 | 62,25  |
|                             | Marcelo Alencar             | Marcelo Alencar             | Marcelo Alencar             | 2.217.177 | 16,98  |
| José Frejat                 | José Frejat                 | José Frejat                 | 1.351.926                   | 12,86     |        |
| PDT                         | PDT                         | PDT                         | PDT                         | 3.569.103 | 29,84  |
|                             | Demistoclides Batista       | Demistoclides Batista       | Demistoclides Batista       | 236.915   | 2,25   |
| Francisco Cesário           | Francisco Cesário           | Francisco Cesário           | 133.467                     | 1,27      |        |
| PT                          | PT                          | PT                          | PT                          | 367.366   | 3,52   |
|                             | PSB                         | PSB                         | Evandro Lins e Silva        | 367.366   | 3,49   |
|                             | PPB                         | PPB                         | Antônio Pedreira            | 154.095   | 1,46   |
|                             | PND                         | PND                         | Wagner Cavalcanti           | 55.560    | 0,53   |
|                             | PRT                         | PRT                         | Dias Pereira                | 39.123    | 0,37   |
|                             | PD                          | PD                          | José Alvorada               | 30.137    | 0,29   |
|                             | PDS                         | PDS                         | Agnaldo Timóteo             | 25.841    | 1,77   |
|                             |                             |                             |                             |           |        |
| Votos válidos               | Votos válidos               | Votos válidos               | Votos válidos               | 3.656.593 | 76,66  |
| Votos en blanco             | Votos en blanco             | Votos en blanco             | Votos en blanco             | 1.999.079 | 14,58  |
| Votos nulos                 | Votos nulos                 | Votos nulos                 | Votos nulos                 | 1.201.491 | 8,76   |
| Total                       | Total                       | Total                       | Total                       | 6.857.163 | 100,00 |
| Registrados/Participación   | Registrados/Participación   | Registrados/Participación   | Registrados/Participación   | 7.143.491 | 95,99  |

     Electos

### Diputados federales electos
| Número | Diputados federales electos | Partido | Votos   | Ciudad de origen      | Estado               |
| ------ | --------------------------- | ------- | ------- | --------------------- | -------------------- |
| 2290   | Álvaro Valle                | PL      | 324.941 | Rio de Janeiro        | Río de Janeiro       |
| 2512   | Sandra Cavalcanti           | PFL     | 137.595 | Belém                 | Pará                 |
| 1291   | César Maia                  | PDT     | 93.045  | Rio de Janeiro        | Río de Janeiro       |
| 2501   | Rubem Medina                | PFL     | 80.003  | Rio de Janeiro        | Río de Janeiro       |
| 1564   | Artur da Távola             | PMDB    | 77.738  | Rio de Janeiro        | Río de Janeiro       |
| 2510   | Francisco Dornelles         | PFL     | 71.592  | Belo Horizonte        | Minas Gerais         |
| 1157   | Amaral Netto                | PDS     | 71.158  | Niterói               | Río de Janeiro       |
| 1563   | Ronaldo Cezar Coelho        | PMDB    | 68.966  | Rio de Janeiro        | Río de Janeiro       |
| 1289   | Roberto d'Ávila             | PDT     | 68.286  | São Paulo             | São Paulo            |
| 1245   | Brandão Monteiro            | PDT     | 57.988  | Rosário               | Maranhão             |
| 1504   | Paulo Ramos                 | PMDB    | 57.482  | Rio de Janeiro        | Río de Janeiro       |
| 1522   | Aloysio Teixeira            | PMDB    | 54.926  | Rio de Janeiro        | Río de Janeiro       |
| 1542   | Ana Maria Rattes            | PMDB    | 54.710  | Rio de Janeiro        | Río de Janeiro       |
| 1455   | Roberto Augusto             | PTB     | 54.332  | Três Lagoas           | Mato Grosso del Sur  |
| 1759   | Sotero Cunha                | PDC     | 51.189  | Natal                 | Río Grande del Norte |
| 1250   | Juarez Antunes              | PDT     | 51.019  | Estrela Dalva         | Minas Gerais         |
| 2525   | Simão Sessim                | PFL     | 50.474  | Rio de Janeiro        | Río de Janeiro       |
| 1515   | Miro Teixeira               | PMDB    | 49.106  | Rio de Janeiro        | Río de Janeiro       |
| 1212   | José Maurício               | PDT     | 46.748  | Campos dos Goytacazes | Río de Janeiro       |
| 1520   | Daso Coimbra                | PMDB    | 45.399  | Rio de Janeiro        | Río de Janeiro       |
| 2444   | Edmílson Valentim           | PCdoB   | 43.730  | Rio de Janeiro        | Río de Janeiro       |
| 1536   | Jorge Leite                 | PMDB    | 42.901  | Rio de Janeiro        | Río de Janeiro       |
| 1534   | Marcio Braga                | PMDB    | 41.305  | Rio de Janeiro        | Río de Janeiro       |
| 1411   | Fábio Raunheitti            | PTB     | 38.485  | Nova Iguaçu           | Río de Janeiro       |
| 1248   | Lysâneas Maciel             | PDT     | 36.913  | Patos de Minas        | Minas Gerais         |
| 1525   | Gustavo de Faria            | PMDB    | 35.954  | Rio de Janeiro        | Río de Janeiro       |
| 1565   | Messias Soares              | PDT     | 34.897  | Belo Horizonte        | Río de Janeiro       |
| 1265   | Luiz Salomão                | PDT     | 34.731  | Rio de Janeiro        | Río de Janeiro       |
| 1544   | Denisar Arneiro             | PMDB    | 31.744  | Três Rios             | Río de Janeiro       |
| 2201   | Oswaldo Almeida             | PDT     | 31.643  | Campos dos Goytacazes | Río de Janeiro       |
| 1308   | Vladimir Palmeira           | PT      | 30.216  | Maceió                | Alagoas              |
| 2551   | Osmar Leitão                | PFL     | 29.403  | São Gonçalo           | Río de Janeiro       |
| 1511   | Flavio Palmier da Veiga     | PMDB    | 28.451  | Niterói               | Río de Janeiro       |
| 1286   | Carlos Alberto Caó          | PDT     | 27.943  | Salvador              | Bahía                |
| 1306   | Benedita da Silva           | PT      | 27.460  | Rio de Janeiro        | Río de Janeiro       |
| 2520   | Alair Ferreira              | PFL     | 27.020  | Sacramento            | Minas Gerais         |
| 1204   | Feres Nader                 | PDT     | 27.013  | Bananal               | São Paulo            |
| 2502   | Arolde de Oliveira          | PFL     | 26.417  | São Luiz Gonzaga      | Río Grande del Sur   |
| 1287   | Vivaldo Barbosa             | PDT     | 26.357  | Manhumirim            | Minas Gerais         |
| 1484   | Roberto Jefferson           | PTB     | 24.938  | Petrópolis            | Río de Janeiro       |
| 1209   | Bocaiuva Cunha              | PDT     | 24.524  | Rio de Janeiro        | Río de Janeiro       |
| 1208   | Noel de Carvalho            | PDT     | 23.998  | Resende               | Río de Janeiro       |
| 1270   | Edésio Frias                | PDT     | 21.077  | Moreno                | Pernambuco           |
| 2272   | José Carlos Coutinho        | PL      | 15.553  | Taubaté               | São Paulo            |
| 2243   | Adolfo Oliveira             | PL      | 8.920   | Petrópolis            | Río de Janeiro       |
| 2218   | José Luiz de Sá             | PL      | 7.947   | Volta Redonda         | Río de Janeiro       |

#### Por Partido/Federación
| Partido                   | Partido                                                    | Votos     | %      | Escaños | ±           |
| ------------------------- | ---------------------------------------------------------- | --------- | ------ | ------- | ----------- |
| 15                        | Partido del Movimento Democrático Brasileño (PMDB)         | 1.300.634 | 27,52  | 12      | 2           |
| 12                        | Partido Democrático Laborista (PDT)                        | 1.253.280 | 24,35  | 15      | 1           |
| 25                        | Partido del Frente Liberal (PFL)                           | 707.194   | 13,74  | 7       | Nuevo       |
| 22                        | Partido Liberal (PL)                                       | 509.468   | 9,90   | 4       | Nuevo       |
| 14                        | Partido Laborista Brasileño (PTB)                          | 302.473   | 5,88   | 3       | 2           |
| 13                        | Partido de los Trabajadores (PT)                           | 215.572   | 4,19   | 2       | 1           |
| 11                        | Partido Democrático Social (PDS)                           | 163.950   | 3,18   | 1       | 13          |
| 40                        | Partido Socialista Brasileño (PSB)                         | 129.201   | 2,51   | 0       | Nuevo       |
| 30                        | Partido Socialista Agrario y Renovación Laborista (PASART) | 68.121    | 1,33   | 0       | Nuevo       |
| 24                        | Partido Comunista de Brasil (PCdoB)                        | 47.890    | 0,93   | 1       | Nuevo       |
| 28                        | Partido Laborista Renovador (PTR)                          | 37.165    | 0,72   | 0       | Nuevo       |
| 34                        | Partido Socialista (PS)                                    | 34.878    | 0,68   | 0       | Nuevo       |
| 23                        | Partido Comunista Brasileño (PCB)                          | 32.249    | 0,63   | 0       | Nuevo       |
| 33                        | Partido de la Movilización Nacional (PMN)                  | 29.776    | 0,58   | 0       | Nuevo       |
| 35                        | Partido Renovador Laborista (PRT)                          | 29.387    | 0,57   | 0       | Nuevo       |
| 17                        | Partido Demócrata Cristiano (PDC)                          | 29.163    | 0,57   | 1       | Nuevo       |
| 32                        | Partido de la Nueva República (PNR)                        | 28.751    | 0,56   | 0       | Nuevo       |
| 26                        | Partido Municipalista Brasileño (PMB)                      | 24.086    | 0,47   | 0       | Nuevo       |
| 37                        | Partido Nacionalista Democrático (PND)                     | 18.296    | 0,36   | 0       | Nuevo       |
| 21                        | Partido Laborista Nacional (PTN)                           | 17.611    | 0,34   | 0       | Nuevo       |
| 18                        | Partido Municipalista Comunitario (PMC)                    | 12.957    | 0,25   | 0       | Nuevo       |
| 19                        | Partido Humanista (PH)                                     | 9.453     | 0,18   | 0       | Nuevo       |
| 27                        | Partido Nacionalista (PN)                                  | 9.097     | 0,18   | 0       | Nuevo       |
| 20                        | Partido Social Cristiano (PSC)                             | 7.379     | 0,14   | 0       | Nuevo       |
| 16                        | Partido del Pueblo Brasileño (PPB)                         | 4.448     | 0,09   | 0       | Nuevo       |
| 36                        | Partido de la Juventud (PJ)                                | 4.169     | 0,08   | 0       | Nuevo       |
| 38                        | Partido Renovador Progressista (PRP)                       | 2.020     | 0,04   | 0       | Nuevo       |
| 31                        | Partido Comunitario Nacional (PCN)                         | 1.412     | 0,03   | 0       | Nuevo       |
|                           |                                                            |           |        |         |             |
| Votos válidos             | Votos válidos                                              | 5.147.594 | 75,07  |         |             |
| Votos en blanco           | Votos en blanco                                            | 1.323.723 | 19,30  |         |             |
| Votos nulos               | Votos nulos                                                | 385.846   | 5,63   |         |             |
| Total                     | Total                                                      | 6.857.163 | 100,00 | 46      | Sin cambios |
| Registrados/Participación | Registrados/Participación                                  | 7.143.491 | 96,64  | 8,97    | 8,97        |

### Diputados estatales electos
| Diputados estatales electos | Partido | Votos  | Ciudad de origen      | Estado               |
| --------------------------- | ------- | ------ | --------------------- | -------------------- |
| Jandira Feghali             | PCdoB   | 91.977 | Curitiba              | Paraná               |
| Eraldo Macedo               | PTB     | 47.365 |                       |                      |
| Átila Nunes                 | PMDB    | 38.529 | Rio de Janeiro        | Río de Janeiro       |
| Jorge Roberto Silveira      | PDT     | 37.023 | Niterói               | Río de Janeiro       |
| Ivo Saldanha                | PFL     | 33.857 |                       |                      |
| Anthony Garotinho           | PDT     | 33.439 | Campos dos Goytacazes | Río de Janeiro       |
| Albano Reis                 | PFL     | 32.653 | Rio de Janeiro        | Río de Janeiro       |
| Heloneida Studart           | PMDB    | 32.143 | Fortaleza             | Ceará                |
| Pedro Fernandes             | PMDB    | 30.817 | Parelhas              | Río Grande del Norte |
| Sérgio Diniz                | PMDB    | 30.751 |                       |                      |
| Alberto Brizola             | PDT     | 29.184 | Triunfo               | Río Grande del Sur   |
| Jardanes de Oliveira        | PDT     | 27.133 |                       |                      |
| Fernando Lopes              | PDT     | 26.664 | Rio de Janeiro        | Río de Janeiro       |
| Luiz Barbosa Correa         | PMDB    | 25.416 |                       |                      |
| Paulo Antunes               | PMDB    | 25.123 |                       |                      |
| Carlos Minc                 | PT      | 24.641 | Rio de Janeiro        | Río de Janeiro       |
| José Nader                  | PDT     | 24.326 | Bananal               | São Paulo            |
| Aires Abdalla               | PMDB    | 23.860 |                       |                      |
| Farid Abrahão David         | PFL     | 23.621 | Nilópolis             | Río de Janeiro       |
| Veiga de Brito              | PL      | 23.619 |                       |                      |
| Eduardo Chuahy              | PDT     | 22.819 |                       |                      |
| Napoleão Veloso             | PMDB    | 22.510 |                       |                      |
| Daisy Lúcidi                | PFL     | 22.271 | Rio de Janeiro        | Río de Janeiro       |
| João Caldara                | PMDB    | 22.089 |                       |                      |
| José Cozzolino              | PFL     | 21.186 |                       |                      |
| Silvério Espírito Santo     | PMDB    | 20.896 |                       |                      |
| Alberto Dauaire             | PMDB    | 20.887 |                       |                      |
| Gilberto Rodrigues          | PMDB    | 20.799 |                       |                      |
| Ademar Alves                | PTB     | 20.557 |                       |                      |
| Iara Vargas                 | PDT     | 19.993 | São Borja             | Río Grande del Sur   |
| Elias Camilo Jorge          | PMDB    | 19.670 |                       |                      |
| José Figorelle              | PMDB    | 19.456 |                       |                      |
| Fernando Miguel             | PMDB    | 19.405 |                       |                      |
| Cláudio Moacyr              | PDT     | 18.952 |                       |                      |
| Jorge Pimentel              | PMDB    | 18.607 |                       |                      |
| Paulo Cordeiro              | PFL     | 18.408 |                       |                      |
| Nilo Teixeira               | PMDB    | 17.882 |                       |                      |
| Elmiro Coutinho             | PMDB    | 17.401 |                       |                      |
| Milton Temer                | PSB     | 17.120 | Rio de Janeiro        | Río de Janeiro       |
| Aluísio Gama                | PDT     | 17.083 |                       |                      |
| Roberto Pinto               | PFL     | 16.840 |                       |                      |
| Luiz Sales                  | PT      | 16.319 |                       |                      |
| Jorge David                 | PFL     | 16.216 |                       |                      |
| Carlos Correia              | PDT     | 16.006 |                       |                      |
| Mesquita Bráulio            | PFL     | 15.421 |                       |                      |
| Roberto Figueiredo          | PTB     | 14.861 |                       |                      |
| Amadeu Chacar               | PDT     | 14.565 |                       |                      |
| Josias Ávila Júnior         | PFL     | 14.236 |                       |                      |
| Alice Tamborindeguy         | PDT     | 14.194 | Rio de Janeiro        | Río de Janeiro       |
| Altino Moreira              | PTB     | 14.088 |                       |                      |
| Alcides Fonseca             | PTB     | 13.433 |                       |                      |
| José Nicolau                | PL      | 13.176 |                       |                      |
| Aloísio Trindade            | PDT     | 13.139 |                       |                      |
| Lúcia Arruda                | PT      | 12.715 |                       |                      |
| Luiz Henrique de Lima       | PDT     | 12.625 |                       |                      |
| Carlos Vignoli              | PDT     | 12.364 |                       |                      |
| Edson Ezequiel              | PDT     | 12.260 | Recife                | Pernambuco           |
| Godofredo Pinto             | PSB     | 12.241 | Campos dos Goytacazes | Río de Janeiro       |
| Domingos de Freitas         | PL      | 11.647 |                       |                      |
| Antônio Francisco Neto      | PL      | 9.702  | Volta Redonda         | Río de Janeiro       |
| Noé da Silva                | PASART  | 9.050  |                       |                      |
| Daniel Figueiredo           | PDC     | 9.045  |                       |                      |
| Rubens Bomtempo             | PTR     | 9.010  |                       |                      |
| Ernani Coelho               | PT      | 8.128  |                       |                      |
| Antônio Lopes               | PDS     | 8.021  |                       |                      |
| Oton São Paio               | PTR     | 6.509  |                       |                      |
| Nicanor Campanário          | PASART  | 5.979  |                       |                      |
| Waldir Vieira               | PDC     | 5.212  |                       |                      |
| Djanir Soares               | PTN     | 4.302  |                       |                      |
| Floriano Cinelli            | PMN     | 2.837  |                       |                      |

#### Por Partido/Federación
| Partido                   | Partido                                                    | Votos     | %      | Escaños | ±           |
| ------------------------- | ---------------------------------------------------------- | --------- | ------ | ------- | ----------- |
| 15                        | Partido del Movimento Democrático Brasileño (PMDB)         | 1.219.546 | 27,77  | 18      | 2           |
| 12                        | Partido Democrático Laborista (PDT)                        | 1.054.389 | 20,48  | 17      | 7           |
| 25                        | Partido del Frente Liberal (PFL)                           | 683.150   | 13,27  | 10      | Nuevo       |
| 14                        | Partido Laborista Brasileño (PTB)                          | 302.473   | 5,88   | 5       | 2           |
| 22                        | Partido Liberal (PL)                                       | 281.093   | 5,46   | 4       | Nuevo       |
| 13                        | Partido de los Trabajadores (PT)                           | 263.342   | 5,12   | 4       | 2           |
| 17                        | Partido Demócrata Cristiano (PDC)                          | 149.047   | 2,90   | 2       | Nuevo       |
| 40                        | Partido Socialista Brasileño (PSB)                         | 148.215   | 2,88   | 2       | Nuevo       |
| 11                        | Partido Democrático Social (PDS)                           | 124.773   | 2,42   | 1       | 20          |
| 30                        | Partido Socialista Agrario y Renovación Laborista (PASART) | 114.713   | 2,23   | 2       | Nuevo       |
| 24                        | Partido Comunista de Brasil (PCdoB)                        | 96.844    | 1,88   | 1       | Nuevo       |
| 33                        | Partido de la Movilización Nacional (PMN)                  | 54.112    | 1,05   | 1       | Nuevo       |
| 34                        | Partido Socialista (PS)                                    | 52.964    | 1,03   | 0       | Nuevo       |
| 37                        | Partido Nacionalista Democrático (PND)                     | 50.384    | 0,98   | 0       | Nuevo       |
| 21                        | Partido Laborista Nacional (PTN)                           | 45.761    | 0,89   | 1       | Nuevo       |
| 23                        | Partido Comunista Brasileño (PCB)                          | 40.686    | 0,79   | 0       | Nuevo       |
| 35                        | Partido Renovador Laborista (PRT)                          | 39.573    | 0,77   | 0       | Nuevo       |
| 28                        | Partido Laborista Renovador (PTR)                          | 37.165    | 0,72   | 2       | Nuevo       |
| 26                        | Partido Municipalista Brasileño (PMB)                      | 32.680    | 0,63   | 0       | Nuevo       |
| 36                        | Partido de la Juventud (PJ)                                | 31.056    | 0,60   | 0       | Nuevo       |
| 18                        | Partido Municipalista Comunitario (PMC)                    | 20.699    | 0,40   | 0       | Nuevo       |
| 32                        | Partido de la Nueva República (PNR)                        | 20.148    | 0,39   | 0       | Nuevo       |
| 27                        | Partido Nacionalista (PN)                                  | 19.092    | 0,37   | 0       | Nuevo       |
| 19                        | Partido Humanista (PH)                                     | 16.214    | 0,31   | 0       | Nuevo       |
| 31                        | Partido Comunitario Nacional (PCN)                         | 15.321    | 0,30   | 0       | Nuevo       |
| 16                        | Partido del Pueblo Brasileño (PPB)                         | 11.968    | 0,23   | 0       | Nuevo       |
| 20                        | Partido Social Cristiano (PSC)                             | 9.191     | 0,18   | 0       | Nuevo       |
| 38                        | Partido Renovador Progressista (PRP)                       | 3.362     | 0,07   | 0       | Nuevo       |
|                           |                                                            |           |        |         |             |
| Votos válidos             | Votos válidos                                              | 5.147.594 | 74,92  |         |             |
| Votos en blanco           | Votos en blanco                                            | 1.315.323 | 19,18  |         |             |
| Votos nulos               | Votos nulos                                                | 404.525   | 5,90   |         |             |
| Total                     | Total                                                      | 6.857.163 | 100,00 | 70      | Sin cambios |
| Registrados/Participación | Registrados/Participación                                  | 7.143.491 | 96,64  | 8,97    | 8,97        |